# 조너선 하워드
조너선 하워드(Jonathan Howard)는 잉글랜드의 배우이다.

## 출연 작품
- 고질라: 킹 오브 몬스터 - 애셔 역